# Anacampseros pisina
Anacampseros pisina är en tvåhjärtbladig växtart som beskrevs av G. Williamson. Anacampseros pisina ingår i släktet Anacampseros och familjen Anacampserotaceae. Inga underarter finns listade i Catalogue of Life.